# Staphylococcus xylosus
 (septembre 2018).
Si vous disposez d'ouvrages ou d'articles de référence ou si vous connaissez des sites web de qualité traitant du thème abordé ici, merci de compléter l'article en donnant les références utiles à sa vérifiabilité et en les liant à la section « Notes et références ».
Espèce
Le Staphylococcus xylosus une espèce de bactéries appartenant au genre Staphylococcus. Il s'agit d'une bactérie Gram-positive qui forme des grappes de cellules. Comme la plupart des espèces staphylococciques, il est coagulase-négatif et existe comme un commensal sur la peau des humains et des animaux et dans l'environnement. Il semble être beaucoup plus fréquent chez les animaux que chez les humains. S. xylosus a été très occasionnellement identifié comme une cause d'infection humaine, mais dans certains cas il peut avoir été mal identifié. 
Cette infection peut avoir bien d'autres formes que celle-ci.

## Importance clinique
Staphylococcus xylosus est un membre de la flore cutanée des humains et d'autres animaux. Il a été associé à :
- Dermatite nasale chez les gerbilles
- Pyélonéphrite chez l'homme
- Staphylococcose aviaire
- Infection intermammaire bovine
- On le trouve aussi dans le lait, le fromage et la saucisse.

## Liste des non-classés
Selon NCBI (11 novembre 2021) :
- non-classé Staphylococcus xylosus DMB3-Bh1
- non-classé Staphylococcus xylosus NJ